# Целестин IV
Целестин IV (лат. Caelestinus; ? — 10 листопада1241, Рим, Папська держава) — сто сімдесят восьмий папа Римський, понтифікат якого тривав з 25 жовтня 1241 до 10 листопада 1241.

## Життєпис
Народився у Мілані, син сестри папи Урбана III. Григорій IX призначив його кардиналом 18 вересня 1227 року, наступного року був призначений легатом у Ломбардії й Тоскані, де міста та комуни переважно зберігали вірність представнику династії Гогенштауфенів імператору Священної Римської імперії Фрідріху II, для того, щоб повернути місцеве населення у підпорядкування римської курії. Ця місія виявилась невдалою.
Обставини, що супроводжували обрання кардинала Кастільйоне пришвидшили його майбутню смерть. Після смерті папи Григорія IX одна група кардиналів бажала бачити імператора Фрідріха II папським васалом. Натомість, Фрідріх утримував у Тіволі двох полонених кардиналів. Його прихильником у Римі був кардинал Джованні Колонна. Римська курія, проте, залежала від ворога Колонна — сенатора Маттео Россо Орсіні, який зачинив кардиналів у напівзруйнованому приміщенні палацу Септізодіум. Разом з дощем до цього приміщення затікали випорожнення охорони Орсіні, яка розміщувалась поверхом вище. Один з кардиналів захворів і помер під час цього полону.
Саме в таких умовах папою був обраний голосами лише 7 кардиналів Целестин IV, який встиг лише відлучити Орсіні від церкви.